# Xing'an (socken i Kina, Inre Mongoliet)
Xing'an (kinesiska: 兴安, 兴安乡) är en socken i Kina. Den ligger i den autonoma regionen Inre Mongoliet, i den norra delen av landet, omkring 890 kilometer nordost om regionhuvudstaden Hohhot.
Genomsnittlig årsnederbörd är 777 millimeter. Den regnigaste månaden är juli, med i genomsnitt 137 mm nederbörd, och den torraste är januari, med 4 mm nederbörd.